# Ar-Ramlijja
Ar-Ramlijja (arab. ‏الرملية‎) – wieś w Syrii, w muhafazie Idlib, w dystrykcie Dżisr asz-Szughur, w poddystrykcie Badama. W 2004 roku liczyła 155 mieszkańców.